# Квинт Гавий Аттик
Квинт Га́вий А́ттик (лат. Quintus Gavius Atticus) — римский политический деятель второй половины I века.
Возможно, отцом Аттика был квестор 19 года Гай Гавий Макр. О его карьере известно только лишь то, что с мая по июнь 73 года он занимал должность консула-суффекта. О дальнейшей биографии Аттика нет никаких сведений. Предположительно, его дочерью была Гавия Максима.